# Мауро Саласар
Мауро Саласар Мартінес (ісп. Mauro Zalazar Martínez, нар. 13 квітня 2005, Альбасете, Іспанія) — уругвайський футболіст, півзахисник німецького клубу «Шальке 04».

## Ігрова кар'єра

### Клубна
Мауро Саласар народився в іспанському місті Альбасете, де і почав займатися футболом. У 2018 році він приєднався до молодіжної команди клубу «Гранада». У другій команді футболіст провів тільки одну гру в Сегунда Федерасьон.
У серпні 2024 року Саласар підписав професійний контракт з німецьким клубом «Шальке 04». Дія контракта розрахована до 2028 року. 29 жовтня 2024 року Саласар зіграв першу гру в основі «Шальке», вийшовши на заміну у дургому таймі кубкового матчу проти «Аугсбурга».

### Збірна
З 2024 року Мауро Саласар виступає за молодіжну збірну Уругваю.

## Особисте життя
Батько Мауро Саласара — Хосе Саласар в минулому професійний футболіст, провів 29 матчів у складі національної збірної Уругваю. Старші брати Мауро — Кукі Саласар та Родріго Саласар також професійні футболісти.